# ミステリーでも奇術でも
『ミステリーでも奇術でも』（ミステリーでもきじゅつでも）は、泡坂妻夫による日本のエッセイ集。1989年に文藝春秋社より単行本が刊行された。

## 概要
本作は、1978(昭和53)年から1988(昭和63)年にかけて雑誌等に掲載されたエッセイ等を自伝、マジック、ミステリーの3部に分けて収録したエッセイ集である。

## 収録内容
- すぎれば過去はおかしくて(18篇)
  - 元日随想（「小説WOO」[1]、昭和62年迎春号）
  - パンジュウ屋（「うえの」、昭和62年6月号）
  - ハイカラな床屋さん（「小説現代」、昭和58年12月号）
  - 思い出の曲（「小説現代」、昭和61年6月号）
  - 焼跡より（「新風小説」[2]、昭和63年7月号）
  - 酒との出会い（「オール讀物」、昭和59年10月号）
  - 青春心残り（「はつらつ」、昭和57年5月号）
  - 都電16番線のころ（「おおつか」、昭和62年1月号）
  - 女王になった人（「新風小説」、昭和58年12月号）
  - 私の名勝負（「月刊小説」、昭和62年3月号）
  - 桜と女学生（「月刊小説」、昭和59年5月号）
  - 冬の風鈴（「別册文藝春秋」、昭和58年4月号）
  - すがれていた時代（「うえの」、昭和58年2月号）
  - 上絵師修業（「オール讀物」、昭和63年5月号）
  - 張り場（「月刊サーチ」、昭和58年1月号）
  - 豆腐屋さん（「室内」、昭和63年7月号）
  - わが家の憲法（「小説新潮」、昭和59年4月号）
  - 妻への詫び状（「小説現代」、昭和56年6月号）

- いつでも奇術はおもしろく(22篇)
  - わが青春の一冊「奇術種あかし」[3]（「オール讀物」、昭和62年5月号）
  - 奇術の仲間（「小説宝石」、昭和56年8月号）
  - 奇術修行のころ（「週刊小説」、昭和58年9月9日号）
  - 奇術の効用（「四季の手帖」、昭和57年2月号）
  - パズルと奇術（「太陽」、昭和56年6月号）
  - トリックと種明かし（「日本推理作家協会会報」、昭和58年2月号）
  - 奇術とミステリー（「日本経済新聞」、昭和62年7月19日）
  - 予言、賭博、トリック（「優駿」、昭和61年8月号）
  - 奇術と笑い（「花王名人劇場」、昭和57年8月25日）
  - 暗号と奇術（「黄金虫」、昭和61年10月号）
  - 歯とジョーク（「小説新潮」、昭和62年5月号）
  - 不思議な時計（「内幸町」、昭和56年9月号）
  - 素敵な変身（「素敵な女性」、昭和57年5月号）
  - マーコニックの大胆不敵（「小説新潮」、昭和56年2月号）
  - マリカの奇抜（「小説CLUB」、昭和59年9月号）
  - ソル　ストーンの正統[4]（「東京新聞」、昭和62年5月23日）
  - 人体と奇術（「小説City」[5]、昭和62年11月号）
  - 旅の忘れ物（「週刊小説」、昭和59年6月15日号）
  - 奇術呆け（「オール讀物」、昭和60年10月号）
  - ちょっと怖い話（「別册文藝春秋」、昭和53年9月号）
  - あべこべの自分（「サンケイ新聞」、昭和57年2月13日）
  - バイバイ　マジック（「小説WOO」、昭和62年11月号）

- とにかくミステリーはむずかしい(15篇)
  - ランポ→亂歩→乱歩（「新宝島」[6]解説、昭和63年11月）
  - ミステリーを読む暇もなかった（「小説新潮」、昭和57年9月号）
  - 処女作の頃（「小説新潮」、昭和61年2月号）『DL2号機事件』について
  - ペンネームの由来（「小説現代」、昭和60年11月号）
  - ブラウン神父と私（「『ブラウン神父』ブック」、昭和61年10月）
  - 『煙の殺意』のころ（「IN★POCKET」、昭和59年10月号）
  - 暗号三昧（「秘文字」あとがき、昭和58年）
  - 回文地獄（「野性時代」、昭和57年5月号）『喜劇悲奇劇』について
  - 名探偵は女奇術師（「IN★POCKET」、昭和61年8月号）『天井のとらんぷ』文庫化について
  - 曾我佳城の誕生（「本」[7]、昭和58年8月号）
  - 『虚無への供物』の世界（「別冊幻想文学」中井英夫スペシャル、昭和61年6月号）
  - 腹の皮のよじれた本（「オール讀物」、昭和56年7月号）
  - 気になる作家　エドワード　D　ホック（「別冊現代」、昭和57年初夏号）
  - ミステリー作法　ワンポイント　アドバイス（「週刊文春」、昭和58年7月14日号）
  - 最近探偵小説について思うこと（「推理小説研究」、昭和58年9月号）

## 書誌情報
| 出版年     | タイトル               | 出版社     | 文庫名等         | 巻末 | ページ数 | ISBNコード      | カバーデザイン | 備考 |
| ---------- | ---------------------- | ---------- | ---------------- | ---- | -------- | --------------- | -------------- | ---- |
| 1989年10月 | ミステリーでも奇術でも | 文藝春秋社 | (単行本)         |      | 227      | ISBN 4163437002 |                |      |
| 1992年10月 | ミステリーでも奇術でも | 文藝春秋社 | 文春文庫 あ 13-7 |      | 236      | ISBN 4167378078 | レオ澤鬼       |      |